# Волтон (Индијана)
Волтон (енгл. Walton) град је у америчкој савезној држави Индијана.

## Демографија
По попису из 2010. године број становника је 1.049, што је 20 (-1,9%) становника мање него 2000. године.
| Група             | 2000.       | 2010.       |
| Белци             | 939 (87,8%) | 929 (88,6%) |
| Афроамериканци    | 2 (0,2%)    | 3 (0,3%)    |
| Азијати           | 1 (0,1%)    | 3 (0,3%)    |
| Хиспаноамериканци | 114 (10,7%) | 100 (9,5%)  |
| Укупно            | 1.069       | 1.049       |